# Список умерших в 1913 году
В этой статье представлен список известных людей, умерших в 1913 году.
- См. также: Категория:Умершие в 1913 году

## Январь
- 7 января — Василий Белый (58) — русский генерал.
- 22 января — Владимир Подвысоцкий (55) — русский учëный, патолог, эндокринолог, иммунолог, микробиолог.
- 29 января — Владислав Белза (65) — польский поэт-неоромантик, писатель, организатор культурно-образовательной жизни Польши.

## Февраль
- 2 февраля — Густаф де Лаваль (67) — шведский инженер и изобретатель, за свою жизнь запатентовавший 93 изобретения.
- 13 февраля — Михаил Ковальницкий — профессор Киевской духовной академии по древней церковной истории.
- 16 февраля — Димитрий (Ковальницкий) — духовный писатель и церковно-общественный деятель, архиепископ Херсонский и Одесский.
- 18 февраля — Анастасия Вяльцева — русская эстрадная певица (меццо-сопрано), исполнительница цыганских романсов, артистка оперетты.
- 22 февраля — Фердинанд де Соссюр (55) — швейцарский лингвист, заложивший основы семиологии и структурной лингвистики, стоявший у истоков Женевской лингвистической школы.

## Март
- 12 марта — Йозеф Байер (61) — австрийский дирижёр и композитор.
- 14 марта — Александр Митрак (75) — активист национального, культурного и языкового возрождения в среде славянских народов, русинский писатель, поэт, фольклорист и этнограф.
- 18 марта — Ильяс-бек Агаларов (52) — российский военный деятель.
- 20 марта — Уильям Ингрэм — шотландский художник-пейзажист и маринист.
- 31 марта — Джон Морган (75) — американский предприниматель, банкир и финансист.

## Апрель
- 4 апреля — Василий Колчак — русский генерал, участник Крымской войны.
- 8 апреля — Модесто Домингес Эрвелья (род. 1827), галисийский учёный, математик и инженер.
- 15 апреля — Габдулла Тукай (26) — татарский поэт, литературный критик, публицист и переводчик; туберкулёз.
- 21 апреля — Ага Шамси Асадуллаев — азербайджанский нефтепромышленник-миллионер, покровитель науки и культуры, меценат.
- 24 апреля — Всеволод Абрамович (22) — лётчик и изобретатель, один из пионеров русской авиации, член Всероссийского аэроклуба.
- 25 апреля — Иван Джабадари (60) — российский революционер-народник дворянского происхождения.
- 25 апреля — Михаил Коцюбинский (48) — украинский писатель, общественный деятель, классик украинской литературы.
- 26 апреля — Теодор Калеп — лифляндский авиаконструктор.
- 27 апреля — Рафаил Фальк — русский шахматист и шахматный журналист.

## Май
- 6 мая — Елена Гуро (35) — русская поэтесса, прозаик и художница; лейкемия.
- 7 мая — Александр Апраксин — прозаик.
- 11 мая — Александр Рубец — российско-украинский музыковед.
- 15 мая — Степан Блеклов (52) — земский статистик и революционный деятель.
- 25 мая — Владислав Лозинский (69) — польский историк, писатель, исследователь польской культуры, коллекционер.
- 25 мая — Альфред Рёдль (49) — австрийский офицер контрразведки, начальник агентурного отделения разведывательного бюро генерального штаба, полковник; самоубийство.
- 29 мая — Александр Чехов (57) — прозаик, публицист, мемуарист, старший брат Антона Чехова; рак горла.

## Июнь
- 6 июня — Николай Гейнце — прозаик, журналист, драматург, адвокат.
- 21 июня — Надежда Забела-Врубель (45) — русская певица, сопрано.
- 24 июня — Сергей Стечкин (48) — русский журналист, публицист и писатель.
- 28 июня — Эрнст Бетхе (61) — немецкий садовод и ботаник.

## Июль
- 14 июля — Уильям Уитерс (89) — англо-австралийский журналист, писатель и историк.
- 20 июля — Всеволод Руднев (57) — герой русско-японской войны, контр-адмирал.
- 23 июля — Саломея Дадиани (65) — принцесса Мюрат.

## Август
- 1 августа — Леся Украинка (42) — украинская поэтесса и писательница; туберкулёз.
- 10 августа — Орест Авдыковский — галицко-русский журналист, писатель и поэт.
- 10 августа — Йоханнес Линнанкоски (43) — финский писатель, журналист и переводчик.
- 11 августа — Василий Авсеенко (71) — русский беллетрист, литературный критик и публицист; служил чиновником особых поручений.
- 11 августа — Дмитрий Пихно (60) — российский экономист, журналист, политический и государственный деятель, русский националист.
- 23 августа — Дмитрий Усатов (66) — русский певец (тенор), педагог.

## Сентябрь
- 10 сентября — Хаакен Христиан Мазиесен (род. 1827), норвежский землевладелец и бизнесмен. Хаакен Христиан Мазиесен

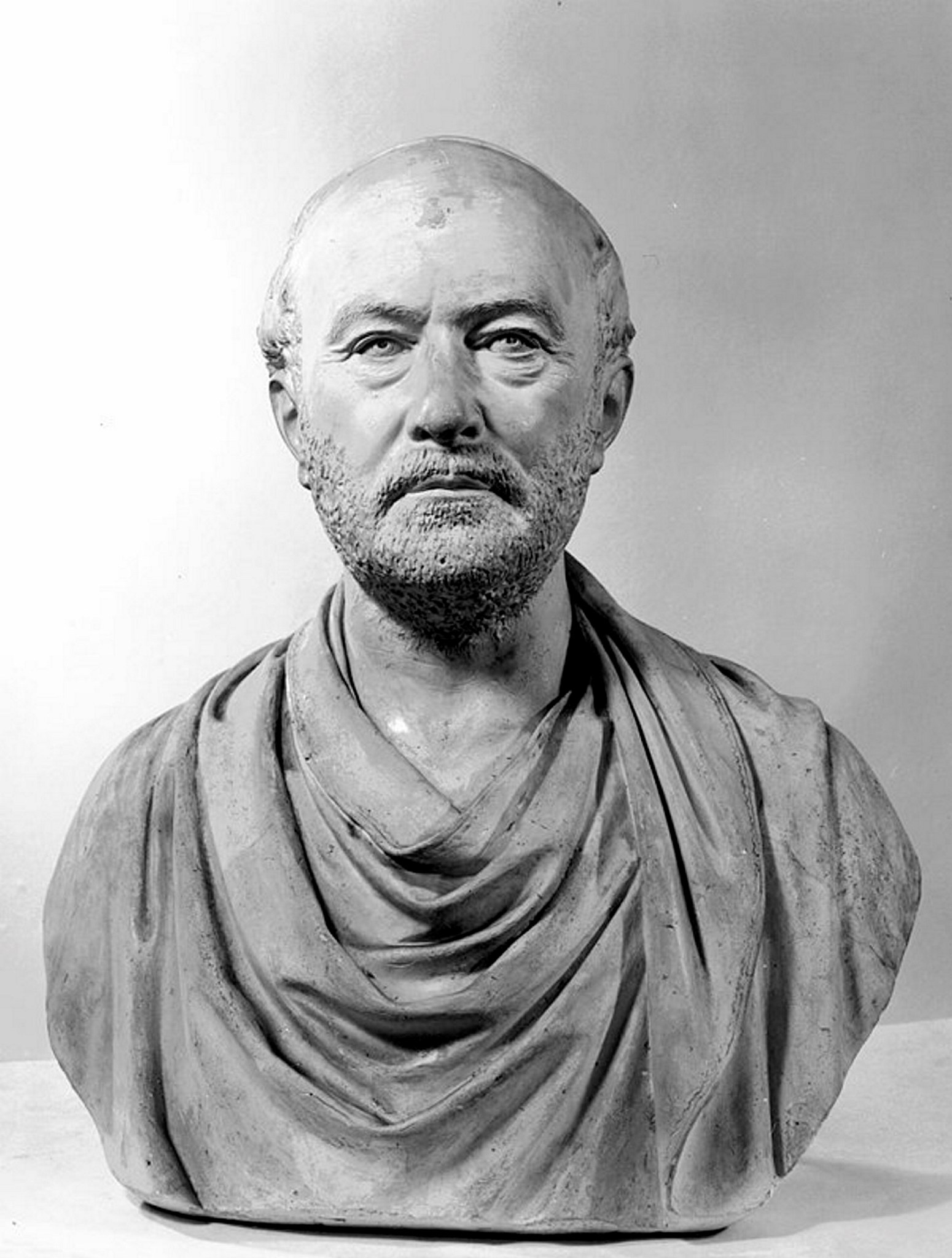
Хаакен Христиан Мазиесен

- 12 сентября — Иван Цветаев (66) — российский учёный-историк, археолог, филолог и искусствовед, член-корреспондент Петербургской Академии наук, профессор Московского университета (с 1877), создатель и первый директор Музея изобразительных искусств имени А. С. Пушкина.
- 19 сентября — Иван Фойницкий (66) — известный российский криминалист, ординарный профессор, товарищ обер-прокурора Уголовного кассационного департамента Правительствующего сената.
- 29 сентября — Рудольф Дизель (55) — французско-немецкий инженер и изобретатель, создатель дизельного двигателя.

## Октябрь
- 7 октября — Антоний Малецкий — польский ученый-языковед, историк литературы, медиевист, филолог, геральдист, литературный критик и драматург.
- 20 октября — Виктор Кирпичёв (68) — русский физик, профессор механики.

## Ноябрь
- 2 ноября — Пётр Цитович (70) — русский юрист, ординарный профессор, доктор права.
- 3 ноября — Антон Пурцеладзе (73) — грузинский писатель, публицист, критик, социолог, историк, поэт, беллетрист, драматург и экономист.
- 18 ноября — Всеволод Миллер (65) — выдающийся русский учёный, фольклорист, этнограф, языковед и археолог, известен как один из организаторов востоковедческого образования в России.

## Декабрь
- 1 декабря — Юхо Лаллукка (61) — финский предприниматель, коммерции советник и меценат.
- 1 декабря — Юхан Лийв (49) — эстонский поэт, прозаик, предшественник эстонского критического реализма.
- 31 декабря — Платон Кулаковский (65) — русский славист, писатель.

## Дата неизвестна или требует уточнения
- Павел Риццони (89—91) — русский художник, брат художников Александра и Эдуарда Риццони.